# Emmy Raver-Lampman
Emmy Raver-Lampman (ur. jako Emily Christine Raver Lampman; 5 września 1988 w Norfolk) – amerykańska aktorka i piosenkarka.

## Życiorys
Emmy Raver-Lampman urodziła się w miejscowości Norfolk, w stanie Wirginia. Jako noworodek została adoptowana przez Sharon, panią profesor na Old Dominion University i Grega, pisarza i nauczyciela. Emmy wychowywała się jako jedynaczka i ze wglęgu na pracę matki wiele podróżowała, bo była w ponad 50 krajach i mieszkała w Czechach, na Ukrainie i w Indiach. Emmy ma o dwadzieścia lat młodszą przyrodnią siostrę.

### Edukacja
Emmy uczęszczała do dwóch szkół w Norfolk: Governor's School for the Arts oraz do Matthew Fontaine Maury High School. Następnie uczęszczała do Marymount Manhattan College w Nowym Jorku. Będąc na trzecim roku studiów, rozpoczęła naukę zdalną i zaczęła profesjonalnie zajmować się aktorstwem. Raver-Lampman otrzymała rolę w musicalu Hair i gdy został jej jeden semestr do ukończenia studiów, tymczasowo przerwała naukę. Ostatecznie wznowiła naukę i w 2012 roku ukończyła studia z tytułem licencjata sztuk teatralnych (ang. Bachelor of Arts in Theater).

## Kariera

### Teatr muzyczny
Emmy Raver-Lampman otrzymała w maju 2010 roku główną rolę w teatralnej produkcji Children of Eden. Następnie przeszła przesłuchanie i dołączyła do krajowej trasy musicalu Hair.
Na Boradwayu zadebiutowała w 2011 roku, kiedy Hair wznowiło swoją objazdową produkcję. Kiedy produkcja Hair została zamknięta na Broadwayu, Emmy dołączyła do trzeciej trasy krajowej musical Jekyll & Hyde jako członek zespołu i dublerka głównej roli, Lucy Harris. W kwietniu 2013 produkcja została przeniesiona na Broadway i zamknięta po miesiącu. Tego samego roku została obsadzona w broadwayowskiej produkcji pt. A Night with Janis Joplin. Występowała na zastępstwo do lutego 2014 roku. Następnie została obsadzona w pierwszej trasie musicalu Wicked jako zastępstwo do głównej roli Elfaba.
Po rocznym kontrakcie z Wicked, Emmy wróciła do Nowego Jorku i w marcu 2015 wzięła udział w przesłuchaniu do musicalu Hamilton. Raver-Lampman została obsadzona i stała się stałą częścią produkcji, a także dublerką wszystkich trzech głównych ról kobiecych: Angeliki, Elizy i Peggy/Marii Reynolds. We wrześniu 2015 roku wystąpiła w rockowym musicalu pt. Galileo. W grudniu tego samego roku wystąpiła również w musicalu Alice By Heart, który był produkcją MCC Theater.
W styczniu 2016 roku ogłoszono, że została obsadzona w roli Perły Krab w chicagowskim musicalu SpongeBob Kanciastoporty. W kwietniu opuściła Hamilton i wróciła do produkcji pod koniec roku. W marcu 2017 roku dołączyła do pierwszej krajowej trasy koncertowej serialu, wcielając się w rolę Angeliki. Występowała do końca 2017 roku, występując w San Francisco i Los Angeles.
28 stycznia 2020 miała premierę musical Gun & Powder, w którym wystąpiła Raver-Lampman.

### Film i telewizja
W 2017 roku Raver-Lampman otrzymała swoją pierwszą główną rolę w serialu, grając Allison Hargreeves w The Umbrella Academy u boków aktorów Elliot Page i Toma Hoppera. Przez cały 2019 roku występowała gościnnie w serialach A Million Little Things i Jane the Virgin. W 2020 roku ogłoszono, że zastąpi Kristen Bell w produkcji Apple TV+ pt. Central Park.
Emmy Raver-Lampan otrzymała główną rolę w filmie Demaskator z 2022 roku i w filmie Pszczelarz z 2024 roku.

## Życie prywatne
Od 2015 roku jest w związku Daveedem Diggsem, którego poznała przy produkcji musicalu Hamilton. W marcu 2024 roku urodził im się syn.

## Filmografia

### Filmy
| Rok  | Tytuł              | Tytuł oryginalny      | Rola                       | Uwaga                | Źr.    |
| ---- | ------------------ | --------------------- | -------------------------- | -------------------- | ------ |
| 2018 | Zaślepieni         | Blindspotting         | Kobieta                    |                      | [ 24 ] |
| 2019 | Stucco             | Stucco                | Kobieta, która się odpręża | Film krótkometrażowy | [ 25 ] |
| 2020 | aTypical Wednseday | aTypical Wednesday    | Millie                     |                      | [ 26 ] |
| 2021 | Horror bez tytułu  | Untitled Horror Movie | Alex                       |                      | [ 27 ] |
| 2022 | Gatlopp            | Gatlopp               | Sam                        |                      | [ 28 ] |
| 2022 | Pies               | Dog                   | Bella                      |                      | [ 29 ] |
| 2022 | Demaskator         | Blacklight            | Mira Jones                 |                      | [ 20 ] |
| 2024 | Pszczelarz         | The Beekeeper         | Agentka Verona Parker      |                      | [ 21 ] |

### Seriale
| Rok       | Tytuł                   | Tytuł oryginalny       | Rola                                | Uwaga                                                                                            | Źr.           |
| --------- | ----------------------- | ---------------------- | ----------------------------------- | ------------------------------------------------------------------------------------------------ | ------------- |
| 2016      | Odd Mom Out             | Odd Mom Out            | Kobieta na randce                   | Sezon 2, odcinek 3 "Hamming It Up"                                                               | [ 30 ]        |
| 2018      | A Million Little Things | A Million Little Thing | Rebecca                             | Sezon 1, odcinek 4 "Friday Night Dinner"                                                         | [ 17 ]        |
| 2019      | Amerykański tata        | American Dad!          | Agent ds. podróży (dubbing)         | Sezon 16, odcinek 12 "Stompe le Monde"                                                           | [ 31 ]        |
| 2019      | Jane the Virgin         | Jane the Virgin        | Lily Lofton                         | Sezon 5, odcinek 16 i 17                                                                         | [ 18 ]        |
| 2019      | Robot Chicken           | Robot Chicken          | Głos matki chłopca                  | Sezon 10, odcinek 11 "Robot Chicken's Santa's Dead (Spoiler Alert) Holiday Murder Thing Special" | [ 32 ]        |
| 2019–2024 | The Umbrella Academy    | The Umbrella Academy   | Allison Hargreeves                  | Rola główna, 36 odcinki                                                                          | [ 16 ] [ 33 ] |
| 2021–2022 | Central Park            | Central Park           | Molly Tillerman (dubbing)           | Rola główna od drugiego sezonu                                                                   | [ 19 ]        |
| 2022      | Nailed It!              | Nailed It!             | We własnej osobie                   | Gościnny jury, sezon 7, odcinek 3 "The Umbrella Adademy"                                         | [ 30 ]        |
| 2022      | Głowa rodziny           | Family Guy             | Mary Elizabeth Becca Ryan (dubbing) | Sezon 21, odcinek 8 "Get Stewie"                                                                 | [ 30 ]        |
| 2022      | Tuca i Bertie           | Tuca & Bertie          | Podopieczny piekarza (dubbing)      | Sezon 3, odcinek 5 "Salad Days"                                                                  | [ 30 ]        |

### Teatr
| Rok       | Tytuł                     | Rola                                          | Źr.          |
| --------- | ------------------------- | --------------------------------------------- | ------------ |
| 2010      | Children of Eden          | Eve, matka Noah                               | [ 1 ]        |
| 2010–2011 | Hair                      | Dubler                                        | [ 7 ]        |
| 2012–2013 | Jekyll & Hyde             | Dubler Lucy Harris                            | [ 1 ]        |
| 2013–2014 | A Night with Janis Joplin | [ 10 ]                                        |              |
| 2014–2015 | Wicked                    | Elfaba (zastępstwo)                           | [ 7 ] [ 11 ] |
| 2015–2017 | Hamilton                  | Dubler Angeliki, Elizy i Peggy/Marii Reynolds | [ 9 ]        |
| 2016      | SpongeBob Kanciastoporty  | Perła Krab                                    | [ 1 ]        |
| 2020      | Gun & Powder              | Martha                                        | [ 15 ]       |

## Nagrody i nominacje
| Rok  | Ceremonia               | Kategoria        | Produkcja            | Rezultat  | Źr.    |
| ---- | ----------------------- | ---------------- | -------------------- | --------- | ------ |
| 2020 | IGN Summer Movie Awards | Best TV Ensemble | The Umbrella Academy | Nominacja | [ 30 ] |